# Аполлон 18 (фильм)
«Аполлон 18» (англ. Apollo 18) — псевдодокументальный научно-фантастический фильм ужасов с мотивами криптоистории. Картина эксплуатирует теорию «лунного заговора», повествуя о засекреченной экспедиции «Аполлон-18», в ходе которой были обнаружены доказательства существования внеземной жизни.
На экраны кинотеатров США фильм вышел 2 сентября 2011 года, собрав более 8 млн долларов в первый уик-энд. Суммарные сборы от проката по всему миру составили 25,5 млн долларов.
Премьера фильма в России состоялась 1 сентября 2011 года.

## Сюжет
Как гласят вступительные титры, фильм смонтирован из секретных киноматериалов, выложенных в 2011 году на сайт www.lunartruth.com.
В декабре 1974 года экипажу ранее отменённой экспедиции «Аполлон-18» сообщают, что проект НАСА возобновлён, но уже в качестве секретной миссии министерства обороны США. Командир Нейтан Уокер, пилот лунного модуля Бенджамин Андерсон и пилот командного модуля Джон Грей стартуют к Луне с целью размещения PSD5 — системы предупреждения о ракетном нападении для защиты от СССР.

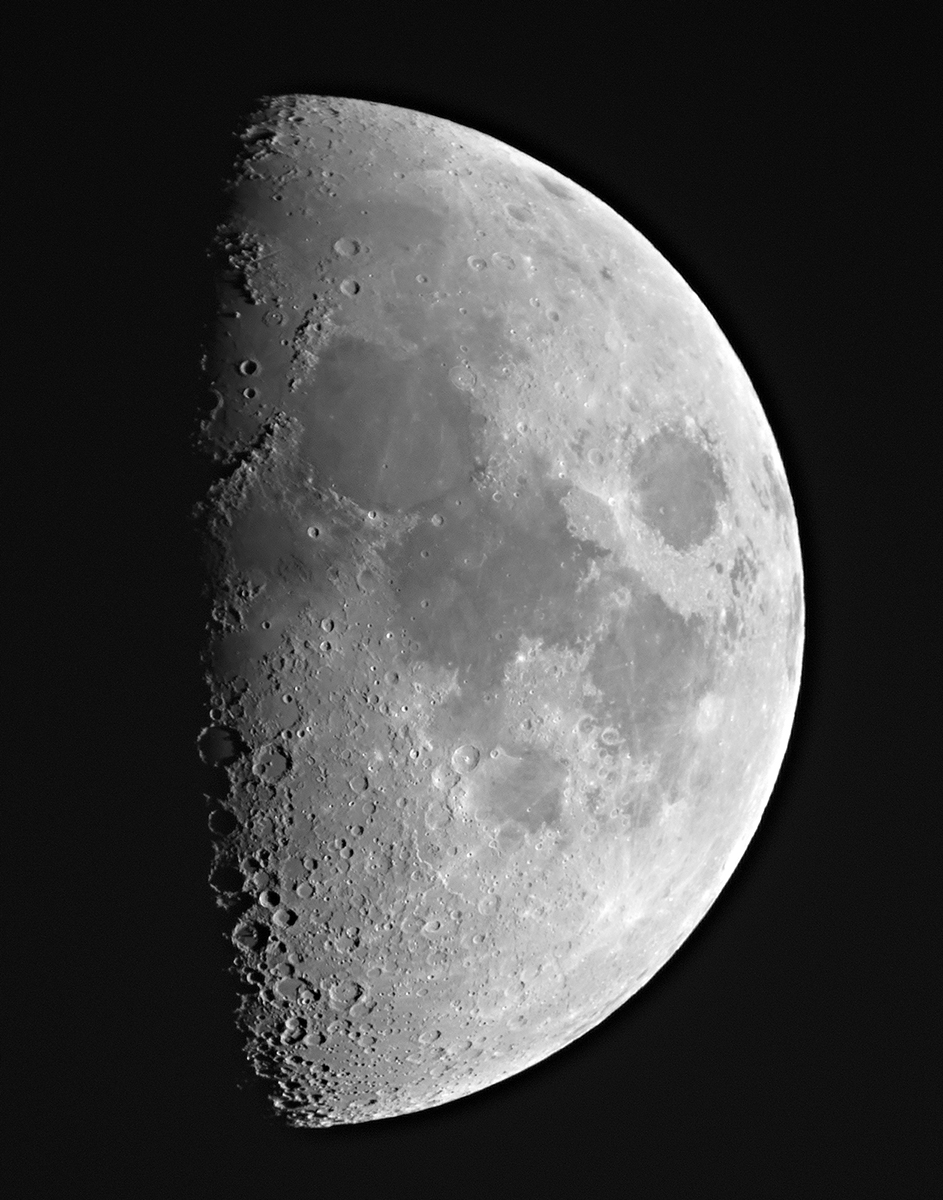
Луна — место действия фильма

Грей остаётся на орбите на борту командного модуля «Фридом», а Уокер и Андерсон совершают посадку на Южный полюс на лунном модуле «Либерти». Вскоре после успешного прилунения экипаж выходит на поверхность, где устанавливает оборудование и собирает образцы лунного грунта. Позже радиоаппаратура улавливает посторонние шумы, а камера фиксирует небольшой движущийся камень рядом с модулем. Хьюстон утверждает, что шумы — это помехи от детекторов PSD5.
На следующий день Андерсон находит камень на полу «Либерти», несмотря на то, что герметично изолировал образцы. Во время второго выхода на поверхность астронавты обнаруживают следы ног чужого индивидуума. Пойдя по ним оба астронавта замечают, что незнакомец временами крутился на одном месте, словно был дезориентирован. Следы приводят их к советскому спускаемому аппарату «Протон». Забравшись внутрь, американцы обнаруживают, что он исправен, несмотря на некоторые неполадки. Затем Нейтан идёт в кратер рядом со спускаемый аппаратом и вытягивает оттуда труп советского космонавта с разбитым шлемом.
Может, у меня воображение разыгралось, но иногда, когда я смотрю в иллюминатор, появляется ощущение, что и на меня оттуда кто-то смотрит.
На следующий день астронавты обнаруживают, что установленный ими флаг исчез. С Земли сообщают, что их миссия завершена. Экипаж готовится покинуть Луну, но запуск прерывается, при этом «Либерти» испытывает сильную тряску. Для оценки полученных повреждений Уокеру приходится выйти из модуля. При осмотре выясняется, что «Либерти» значительно повреждён, лунный ровер перевёрнут, флаг разорван, а повсюду вокруг модуля обнаруживаются явно нечеловеческие следы, что Уокер приводит в качестве доказательства наличия на Луне внеземной жизни. Внезапно Уокер чувствует, как что-то движется внутри его скафандра и приходит в ужас, когда видит паукообразное существо внутри своего шлема. Уокер исчезает из поля зрения, и Андерсон находит его в бессознательном состоянии недалеко от «Либерти». Позже, придя в себя, Уокер всё отрицает. Андерсон, снимавший в это время видеоотчёт для Минобороны, замечает рану на груди Уокера; при осмотре он обнаруживает и удаляет лунный камень, попавший в неё. Из-за повышения уровня помех от неизвестного источника астронавты оказываются не в состоянии связаться с Хьюстоном или Греем.
Андерсон предполагает, что истинное предназначение устройств предупреждения запуска МБР — наблюдение за инопланетянами: «Я знал, что тут нечисто с самого начала… Военные подгребают всё под себя, врут нашим семьям и в спешке засылают нас сюда. Зачем? Чтобы установить какую-то прослушку?» Оба астронавта приходят к мнению, что PSD5 являются источником помех и несмотря на заверения Хьюстона об обратном, решают демонтировать передатчики. Но по прибытии к месту установок выясняется, что все PSD5 уничтожены, а среди обломков обнаруживаются те же следы, что и возле модуля. У Уокера обнаруживаются признаки развития инфекции около раны, при этом он становится всё более агрессивным. Ночью камера фиксирует передвижение в кабине «Либерти», показывая, что инопланетяне мимикрируют под лунные камни, становясь неотличимыми от реальных пород. Уокер, заметив это, впадает в ярость и пытается молотком уничтожить камеры внутри модуля, но случайно наносит ущерб системе управления, и в «Либерти» начинает стремительно падать давление. Понимая, что советский посадочный модуль ЛК является их единственным источником кислорода, экипаж отправляется к нему на своём ровере, с камеры которого видно стремительно уходящий из модуля воздух. По пути Уокер пытается бежать, полагая, что он не должен оставлять Луну из-за риска распространения инфекции на Землю. Андерсон пытается его остановить, но теряет управление, в результате чего ровер переворачивается на полном ходу. Во время переворота изображение повторяется в замедленном виде, и камера снимает, как у больших «камней» прорастают конечности.
Судьба предопределена. Люди, что пришли на Луну с миром, останутся на Луне покоиться с миром… Я чувствую, как мои мысли фрагментируются. Меня как бы тянет к ним.
Придя в себя, Андерсон отправляется на поиски Уокера и находит его возле кратера. Тот повторяет, что его нельзя возвращать. Внезапно что-то втягивает Уокера в кратер. Андерсон бежит следом, используя свой стробоскопический источник света для освещения территории. В находящихся в кратере камнях начинают прорастать паукообразные ноги; заметив это, Андерсон с криком бежит в советский ЛК. Используя радио он устанавливает связь с советским центром управления полётами, который соединяет его с Министерством обороны США. Заместитель министра информирует Андерсона, что они не позволят ему вернуться на Землю, признав, что они знают о ситуации и опасаются, что он также заражён. Грей выходит на связь с Андерсоном и они вместе принимают меры для его возвращения на «Фридом». Андерсон готовится к запуску советского ЛК, но внезапно появляется Уокер и требует впустить его. Андерсон говорит, что не может этого сделать, тогда Уокер пытается молотком взломать входной люк, но в это время рой существ проникает в его скафандр и разбивает стекло гермошлема, что приводит к гибели астронавта.
Андерсон запускает ЛК с целью подлететь к «Фридом» и перейти в него через открытый космос. С Земли Грею сообщают, что Андерсон заражён, и приказывают прервать спасательную операцию. В противном случае связь будет отключена, что сделает очень трудным возвращение на Землю. Однако Грей готов нарушить приказ, чтобы спасти друга. После выхода на орбиту и отключения двигателя в кабине ЛК наступает невесомость, и все незакреплённые предметы, включая образцы пород, начинают плавать по кабине. Андерсон с ужасом понимает, что некоторые камни на самом деле инопланетные твари. У них отрастают конечности и они набрасываются на Андерсона, лишая его возможности управлять модулем, в результате чего он летит прямо на «Фридом». Грей кричит Андерсону, что он идёт слишком быстро. Через мгновение кадры резко обрываются, подразумевая столкновение.
Кадры домашнего видео, снятого до полёта, показывают астронавтов на барбекю с друзьями и семьями.
В «Официальном досье» говорится, что астронавты погибли вследствие различных аварий, в результате которых их тела не были обнаружены.
В эпилоге фильма сказано, что многие из образцов лунного грунта, доставленных в ходе предыдущих миссий «Аполлон», были украдены или утеряны.

## В ролях
- Ллойд Оуэн — командир экипажа Нейтан «Нейт» Уокер.
- Уоррен Кристи — Бенджамин «Бен» Андерсон (пилот лунного модуля «Либерти»).
- Райан Роббинс — Джон Грей (пилот командного модуля «Фридом»).

## Производство
Съёмки фильма проходили с 20 декабря 2010 года по 14 января 2011 года в Британской Колумбии.
Специалисты НАСА обычно легко соглашаются на роль консультантов в научно-фантастических фильмах, однако для данного проекта было сделано исключение. Представитель агентства Берт Ульрих заявил, что фильм является мистификацией, и НАСА не будет иметь к нему никакого отношения, чтобы избежать скандала.
Первоначально режиссёром фильма был утверждён Тревор Кэвуд, ранее работавший над спецэффектами фильмов «Матрица: Перезагрузка» и «Матрица: Революция». Но позднее его заменил испанец Гонсало Лопес-Гальего.
Для достижения большего эффекта достоверности и стилизации под запись высадки на Луну съёмки велись такими же камерами и на такую же плёнку, что и во время реального путешествия на Луну «Аполлона-11».

## Прокат
Выход фильма на экраны первоначально был запланирован на 4 марта 2011 года, но был несколько раз перенесён — сначала на 22 апреля, затем на 6 января 2012 года, в апреле — на 26 августа 2011 года, в июне — на 2 сентября 2011 года.
В США фильм вышел с количеством в 3000 копий, установив при этом своеобразный рекорд, поскольку до этого «ни один фильм российского продюсера не выходил за пределами России таким тиражом».
В российском прокате фильм идёт с одноголосным закадровым переводом. Текст читает Сергей Бурунов.

## Реакция
| Рейтинги критиков    | Рейтинги критиков |
| Издание              | Оценка            |
| -------------------- | ----------------- |
| The Austin Chronicle | [ 14 ]            |
| Chicago Tribune      | [ 15 ]            |
| Collider             | B                 |
| Entertainment Weekly | D+                |
| NY Daily News        | [ 18 ]            |
| ReelFilm             | [ 19 ]            |
| Slant Magazine       | [ 20 ]            |
| Time Out             | [ 21 ]            |
| «Афиша»              | [ 22 ]            |

Фильм получил негативные отзывы кинокритиков. На Rotten Tomatoes фильм имеет 24 % одобрения со средней оценкой 4.00 из 10 на основе 76 рецензий. Критический консенсус вебсайта гласит: «Скучный, не имеющий саспенса плагиат „Паранормального явления“, который кажется долгим даже 90 минут». На Metacritic фильм получил 24 балла из 100 на основе 19 обзоров, что соответствует статусу «В основном неблагоприятные отзывы».